# Claudio Malaponti
Claudio Malaponti (Milano, 1968) è un regista italiano.

## Biografia
Dopo gli studi classici, si è laureato al DAMS dell'Università di Bologna e si è diplomato operatore alla Civica Scuola di Cinema di Milano.
Nel 1996 ha diretto il cortometraggio Il perfezionista, in cui un killer viene assoldato per assassinare il Gabibbo. Il corto è stato presentato come Evento Speciale alla 53ª Mostra internazionale d'arte cinematografica di Venezia.
Nel 1999 ha diretto e cosceneggiato il film La grande prugna, con Ale e Franz, Luciana Littizzetto e numerosi comici provenienti dallo Zelig di Milano.
Nel 2007 ha diretto e cosceneggiato il film 7 km da Gerusalemme con Luca Ward, tratto dall'omonimo romanzo di Pino Farinotti.

## Filmografia
- Il perfezionista (1996, cortometraggio)
- La grande prugna (1999)
- 7 km da Gerusalemme (2007)